# Цецюркі
Цецюркі (пол. Cieciórki) — село в Польщі, у гміні Плонськ Плонського повіту Мазовецького воєводства.
Населення — 151 особа (2011).
У 1975-1998 роках село належало до Цехановського воєводства.

## Демографія
Демографічна структура станом на 31 березня 2011 року:
|          | Загалом | Допрацездатний вік | Працездатний вік | Постпрацездатний вік |
| -------- | ------- | ------------------ | ---------------- | -------------------- |
| Чоловіки | 81      | 10                 | 65               | 6                    |
| Жінки    | 70      | 11                 | 48               | 11                   |
| Разом    | 151     | 21                 | 113              | 17                   |